# Rui Vieira
Rui Gabriel Pinheiro Vieira, noto semplicemente come Rui Vieira (Braga, 13 novembre 1991), è un calciatore portoghese, portiere della Trofense.

## Carriera

### Club
Ha giocato nella prima divisione portoghese.

### Nazionale
Ha giocato nella nazionale portoghese Under-19.